# Philtron
Philtron (Plural Philtra; altgriechisch φίλτρον, auch στέργηθρον stérgēthron und θέλκτρον ἔρωτος thélktron érōtos; lateinisch philtrum, auch amatorium, pocula desiderii bzw. amoris) ist in der Magie der griechisch-römischen Antike allgemein ein Liebeszauber beziehungsweise häufiger die Instrumente eines solchen Zaubers, meist aus Pflanzen sowie aus Mineralien oder Teilen von Tieren. Bekanntes Beispiel aus der Mythologie ist das Nessushemd, das Deïaneira aus dem (giftigen) Blut des Zentauren Nessos herstellt, um sich die Zuneigung ihres Gatten Herakles zu sichern, mit tragischem Ausgang.

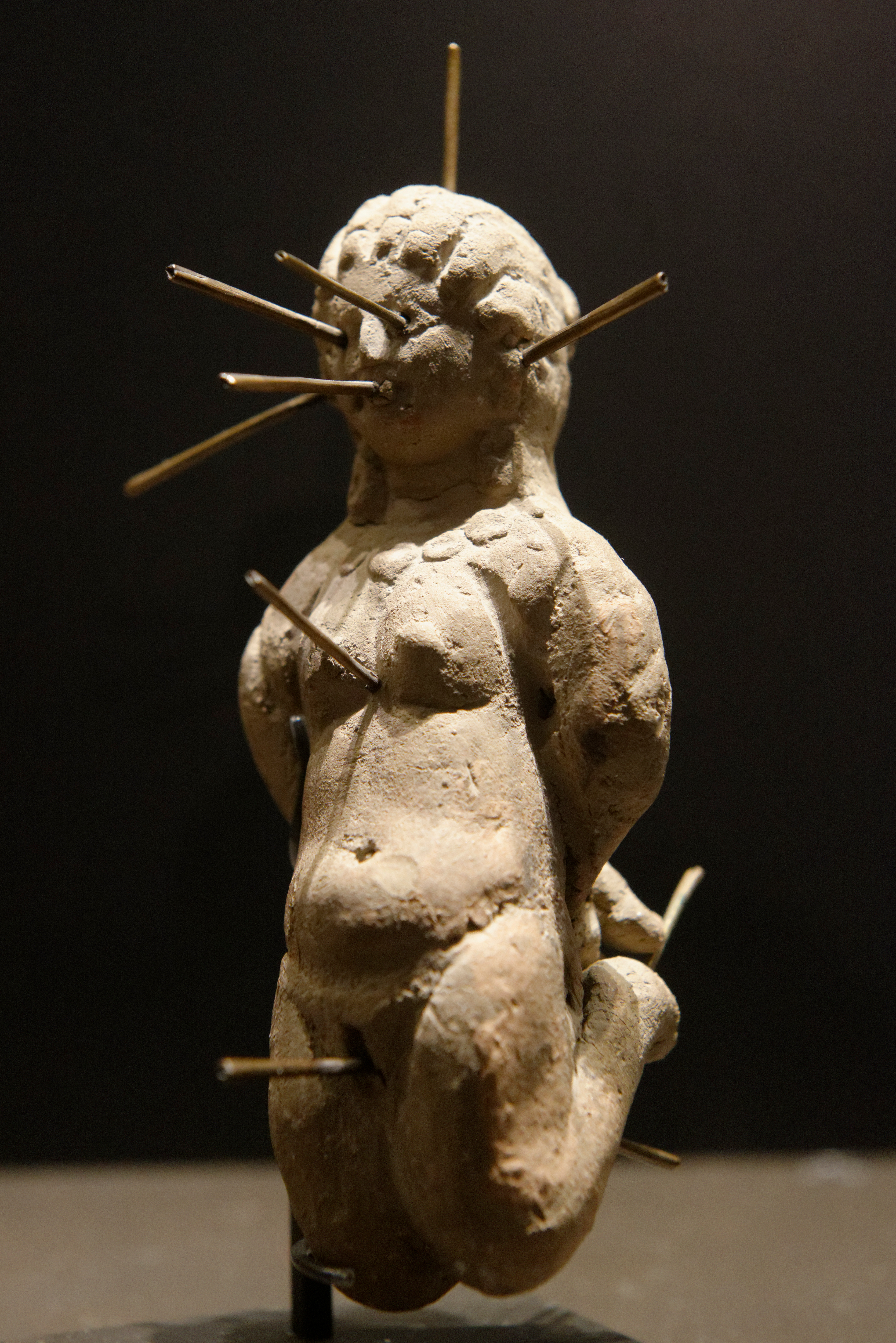
Mit Nadeln durchbohrte Tonpuppe (4. Jahrhundert, Louvre)

Philtra wurden in zwei Formen verwendet: Einmal wurden die Substanzen im Rahmen eines von einem professionellen Magier ausgeführten Rituals verbrannt, wobei oft weitere Gegenstände wie Bleiplättchen mit Zauberformeln (sogenannte Fluchtäfelchen) oder die Zielpersonen darstellende Statuetten zum Einsatz kamen, teilweise in Art einer Voodoo-Puppe mit Nadeln durchbohrt. 
Durch den bei der Verbrennung produzierten Rauch sollte eine Gottheit oder ein Daimon herbeizitiert werden, welche den Zauber dann wirkte.
Diese erotisch-sexuelle Form des Bindezaubers (altgriechisch κατάδεσμοι katádesmoi, lateinisch defixio) wurde auch Philtrokatádesmos (Plural Philtrokatádesmos) genannt.
Zum anderen konnte auch die Zielperson des Zaubers dazu gebracht werden, die Substanzen zum Beispiel in Form eines Getränks (Liebestrank) zu sich zu nehmen oder die Zaubermaterialien am Körper zu tragen.
Es wurde vermutet, dass manche der Substanzen Aphrodisiaka gewesen sein könnten.
Nach dem antiken Zaubertrank benannte sich auch eine Synthiepop-Band aus Hamburg, die zwischen 1995 und 2002 drei Alben veröffentlichte und danach auseinanderging.